# Damián Zamogilny
Jorge Damián "El Ruso" Zamogilny (Buenos Aires, 5 de enero de 1980) es un periodista deportivo y exfutbolista argentino naturalizado mexicano. Debutó como deportista profesional en el Independiente de su país, y luego desarrolló el resto de su carrera en el fútbol mexicano. Actuaba en la posición de mediocampista.

## Trayectoria
Zamogilny se desempeñaba como mediocampista defensivo. Con mucha presencia física, fue un excelente recuperador de balones que poseía una gran lectura del juego.
Formado en las divisiones inferiores de Racing e Independiente, fue el entrenador Enzo Trossero quien lo promovió al equipo profesional a fines de 1999.
Sin lugar en su equipo tras dos temporadas, en junio de 2001 optó por viajar a México, estimulado por la idea que su representante le había presentado de incorporarse a las filas del Club León. Tras entrenar durante un mes con los leoneses, finalmente se enteró de que el club no estaba interesado en contratarlo. A raíz de ello se vio en la disyuntiva de regresar a su país o permanecer en tierras mexicanas con la esperanza de ser fichado por un equipo local. Zamogilny escogió lo segundo, por lo que pasó a jugar en clubes de la Segunda División de México: estuvo un año con los Halcones de Querétaro y posteriormente jugó para el Real de la Plata.
Debido a la modificación del reglamento para la contratación de extranjeros que introdujo la Segunda División de México en 2003, Zamogilny se quedó sin club. Por ende, para sobrevivir, incursionó en actividades laborales fuera del fútbol profesional, trabajando en una escuela como entrenador de niños y jugando al fútbol competitivo semi-amateur, en lo que se conoce en México como el circuito talachero.
A fines de 2005 el argentino fue contratado por el Puebla FC para integrar una escuadra de jugadores que debían actuar como sparrings del equipo profesional. Su buena actuación en esos partidos de entrenamiento llamaron la atención de su compatriota César Luis Menotti, quien, a la sazón, se desempeñaba como asesor deportivo del club. Por ese motivo fue convocado al año siguiente para entrenar con el equipo superior, lo que derivó en la firma de un contrato que le permitió retornar a la competición profesional oficial.
Zamogilny se afianzó como titular de un equipo que dominaría su competición. Fue, de hecho, el jugador que anotó el séptimo y último penalti del Puebla en la final ante Petroleros de Salamanca, el domingo 14 de diciembre, en el Estadio Olímpico sección 24 de esa localidad, otorgándole al club el torneo Apertura 2006 de la Primera división 'A' mexicana. Posteriormente conservaría la titularidad en la posición de medio de contención para lograr el ascenso a Primera División de México ante Dorados de Sinaloa. 
Ya en la máxima categoría con Puebla, fue galardonado con el Balón de Oro en la posición de medio defensivo por su excelente actuación en el Clausura 2008, en el cual fue pieza fundamental para salvar al equipo del descenso y mantenerlo en la Primera División de México. 
En junio de 2008 se incorporó a Tecos. Su estadía en el club se extendió por tres años y medio, pasando en diciembre de 2011 a las filas del Atlas de Guadalajara, equipo de Primera División que se encontraba comprometido en la lucha por no perder la categoría.
Luego de una mala campaña individual a lo largo de 2012 en la que vio muy poca acción en la cancha, fue cedido por el Atlas al Irapuato en enero de 2013. Con la desaparición del equipo al culminar la temporada, Zamogilny retornó al Atlas para realizar la pretemporada bajo la dirección del entrenador argentino Omar Asad. De todos modos Asad informaría luego que el mediocampista no tendría lugar en el equipo para las competiciones oficiales, por lo que Zamogilny anunció su decisión de retirarse definitivamente del fútbol profesional el 5 de enero de 2014.
Dado que para comienzos de 2013 ya había adquirido la carta de ciudadanía mexicana, Zamogilny se unió a las selección de fútbol playa de México con la que disputó dos torneos oficiales: la Copa Intercontinental de Fútbol Playa 2013 en Dubái y la Copa América de Fútbol Playa 2014 en Recife. En dichos torneos jugó un total de 8 partidos y convirtió 3 goles.
A mediados de 2014 se incorpora a Televisa como parte de su staff de analistas y comentaristas donde se fue ganando un lugar destacado. 
En 2019 llega a la dirección técnica del Puebla, como auxiliar técnico de José Luis Sánchez Solá, sin embargo luego de 5 meses con el equipo dejó el cargo argumentando que no coincidía con la filosofía del técnico. Posteriormente regresó a trabajar a TUDN nuevamente como analista, donde hasta hoy sigue laborando.
Y ahora se encuentra en TUDN como a analista en los programas Línea de 4 y Fútbol club

## Clubes
| Club                             | País      | Año       |
| -------------------------------- | --------- | --------- |
| Club Atlético Independiente      | Argentina | 1999-2001 |
| Querétaro Fútbol Club            | México    | 2001-2002 |
| Real de la Plata                 | México    | 2002-2003 |
| Puebla Fútbol Club               | México    | 2006-2008 |
| Club Deportivo Estudiantes Tecos | México    | 2008-2011 |
| Atlas Fútbol Club                | México    | 2012      |
| Club Deportivo Irapuato          | México    | 2013      |
| Atlas Fútbol Club                | México    | 2013      |